# Predictable
Predictable è una canzone pop scritta da Kara DioGuardi, Delta Goodrem e Jarrad Rogers, registrata dalla Goodrem per il suo album di debutto, Innocent Eyes (2003). È stata pubblicata come quinto singolo dell'album il 28 novembre 2003.